# Ted Moses
Pour les articles homonymes, voir Moses.
Ted Moses, né en 1950 à Eastmain dans le Nord-du-Québec, est un chef des Premières Nations. Il est Grand chef du Grand Conseil des Cris de 1984 à 1987 et de 1999 à 2005. En 2001, avec le premier ministre du Québec Bernard Landry, il signe la Paix des braves, une entente historique d'une durée de cinquante ans, négociée « de nation à nation », concernant le développement économique, social et communautaire de la région de la Baie-James. Elle prévoit le versement à la communauté crie de 3,5 milliards de dollars.

## Biographie
Moses étudie d'abord à l'Université Ryerson de Toronto, puis à l'Université McGill, à Montréal, en administration scolaire. Dans les années 1970, il est nommé chef négociateur lors des négociations sur le projet de la Baie-James. Il devient Grand chef du Grand Conseil des Cris en 1984, et occupe ce poste jusqu'en 1987. Il est ensuite chef et maire de son village natal d'Eastmain, de 1987 à 1990. En 1989, il est nommé rapporteur pour le Séminaire des Nations unies sur les effets du racisme et de la discrimination raciale sur les relations sociales et économiques entre les populations autochtones et les États. Il est le premier Autochtone à avoir occupé cette position. 
En 1995, le Grand Conseil des Cris le nomme négociateur auprès du gouvernement fédéral canadien. Entre 1999 et 2005, il exerce à nouveau le poste de Grand chef. Pendant ce mandat, il agit à titre de négociateur principal des Cris auprès du gouvernement du Québec, aboutissant à la signature, en février 2002, de l'Entente concernant une nouvelle relation entre le gouvernement du Québec et les Cris du Québec, mieux connue sous le nom de la Paix des braves. Il appuie la candidature de Bernard Landry, qu'il appelle « mon ami et mon frère », pour sa réélection aux élections générales québécoises de 2003. En 2014, il gagne un gros lot d'un million de dollars avec un billet de Loto-Québec.
Ted Moses est également le président du Secrétariat aux alliances économiques Nation Crie Abitibi-Témiscamingue depuis décembre 2009,.

## Honneurs
- 1996 - Doctorat honorifique de l'Université de la Saskatchewan
- 2001 - Homme de l'année de L'actualité[9]
- 2002 - Officier de l'Ordre national du Québec[4]
- 2003 - Personnalité de l'année du gala Excellence La Presse–Radio-Canada[10]
- 2005 - Doctorat honorifique de l'Université Concordia[9]